# Death of a Gunfighter
Death of a Gunfighter is een Amerikaanse western uit 1969 onder regie van Don Siegel en Robert Totten. In Nederland werd de film destijds uitgebracht onder de titel De laatste revolverheld.

## Verhaal
De ouderwetse sheriff Frank Patch wordt niet meer ernstig genomen in Cottonwood Springs. Twee jonge zakenlieden willen dat er vers bloed komt in zijn kantoor. Wanneer sheriff Patch uit zelfverdediging een dronkenman neerschiet, zien de zakenlieden hun kans schoon om hem aan de kant te schuiven. Ze worden daarbij gesteund door Andrew Oxley, de uitgever van een plaatselijke krant. Sheriff Patch weigert plaats te maken.

## Rolverdeling
| Acteur            | Personage         |
| ----------------- | ----------------- |
| Richard Widmark   | Frank Patch       |
| Lena Horne        | Claire Quintana   |
| Carroll O'Connor  | Lester Locke      |
| David Opatoshu    | Edward Rosenbloom |
| Kent Smith        | Andrew Oxley      |
| Jacqueline Scott  | Laurie Mills      |
| Morgan Woodward   | Ivan Stanek       |
| Larry Gates       | Chester Sayre     |
| Dub Taylor        | Doc Adams         |
| John Saxon        | Lou Trinidad      |
| Darleen Carr      | Hilda Jorgenson   |
| Michael McGreevey | Dan Joslin        |
| Royal Dano        | Arch Brandt       |
| Jimmy Lydon       | Luke Mills        |
| Kathleen Freeman  | Mary Elizabeth    |